# 머신건 프리처
《머신건 프리처》(영어: Machine Gun Preacher)는 미국에서 제작된 마르크 포르스터 감독의 2011년 전기 액션 드라마 영화이다. 제라드 버틀러, 미셸 모너핸, 마이클 섀넌 등이 출연하였고, 로비 브레너 등이 제작에 참여하였다.

## 줄거리
아웃로스 모터사이클 클럽 갱단원 샘 칠더스는 출소 후 술과 마약을 한 상태에서 한 부랑자를 죽일 뻔한 일이 벌어진 후 각성하고, 스트리퍼를 그만 둔 아내 린과 함께 교회에 나가기 시작한다.
공사 현장 인부로 일하다가 본인 회사를 차린 샘은 우간다에 선교 활동을 하러 가서 난민들을 위해 집을 짓던 중 남수단 인민방위군 군인 뎅에게 부탁하여 교전 지역인 수단에 들린다. 수단에서 신의 저항군(LRA)이 일으킨 참상을 목도한 샘은 동네에는 교회를 짓고 수단에는 고아원을 지으라는 신의 계시를 받는다.
LRA의 방해에도 불구하고 샘은 둘 다 완성해내고, 미국 교회에선 예배를 진행하는 한편 수단에선 무장 공격까지 감행하며 아이들을 구출해낸다. 샘의 설교는 점점 분노에 차고 LRA의 조지프 코니는 샘 앞으로 현상금을 거는데...

## 출연
- 제라드 버틀러 - 샘 칠더스 역
- 미셸 모너핸 - 린 칠더스 역
- 캐시 베이커 - 데이지 역
- 마이클 섀넌 - 도니 역
- 매들린 캐럴 - 페이지 역
- 술레만 시 사바네 - 뎅 역
- 피터 케리 - 빌 월리스 역
- 페이나 모코에나 - 존 가랑 역

## 기타 제작진
- 공동 제작: 더글러스 세일러 주니어
- 총괄 제작: 브래드 심프슨
- 배역: 케리 바든, 폴 슈니
- 미술: 필립 메시나
- 세트: 제이 하트
- 의상: 프랭크 L. 플레밍